# Malovendelivka, Novoaidar
Malovendelivka (în ucraineană Маловенделівка) este un sat în așezarea urbană Novoaidar din regiunea Luhansk, Ucraina.

## Demografie
Componența lingvistică a localității Malovendelivka
     Ucraineană (54,55%)
     Rusă (45,45%)
Conform recensământului din 2001, majoritatea populației localității Malovendelivka era vorbitoare de ucraineană (54,55%), existând în minoritate și vorbitori de rusă (45,45%).